# Simon Pegg
Simon John Pegg (Gloucester, 14 de fevereiro de 1970) é um ator, comediante, roteirista e produtor de cinema britânico, conhecido por aparições em programas de televisão e franquias de filmes, interpretando diversos papéis como em Shaun of the Dead e Hot Fuzz, e pela sitcom britânica Spaced.
Também é conhecido pelos papéis em franquias como Narnia, Star Trek e Missão Impossível. Além de suas participações especiais em séries como Doctor Who e Band of Brothers.

## Filmografia

### Televisão
| Ano  | Programa                         | Personagem                                   | Notas                                              |
| ---- | -------------------------------- | -------------------------------------------- | -------------------------------------------------- |
| 1995 | Six Pairs of Pants               |                                              |                                                    |
| 1996 | Asylum                           | Simon                                        |                                                    |
| 1996 | Faith in the Future              | Jools                                        |                                                    |
| 1997 | I'm Alan Partridge               | Steve Bennett                                | Episódio: Watership Alan                           |
| 1997 | We Know Where You Live           |                                              |                                                    |
| 1998 | Is It Bill Bailey?               |                                              |                                                    |
| 1998 | Big Train                        |                                              | (1998–2002)                                        |
| 1999 | Spaced                           | Tim Bisley                                   | (1999–2001) Co-roteirista com Jessica Stevenson    |
| 1999 | Tube Tales                       | Clerk                                        | Sequência: Steal Away                              |
| 1999 | Hippies                          | Ray Purbbs                                   |                                                    |
| 2000 | Randall et Hopkirk (Deceased)    | Justin Pope                                  | Episódio: Paranoia                                 |
| 2001 | Brass Eye                        | Gerard Chote                                 | Episódio: Paedophilia Special                      |
| 2001 | Band of Brothers                 | William Evans                                | Episódio: Currahee                                 |
| 2001 | Dr. Terrible's House of Horrible | Angus                                        | Episódio: Curse of the Blood of the Lizard of Doom |
| 2002 | Look Around You                  | O jardineiro                                 | Episódio: Maths                                    |
| 2002 | Linda Green                      | Jay                                          | Episódio: Dark Side of the Moon                    |
| 2003 | Final Demand                     | Colin Taylor                                 |                                                    |
| 2004 | Sex and Lies                     | DJ                                           |                                                    |
| 2004 | Black Books                      | Evan                                         | Episódio: Manny revient"                           |
| 2004 | I Am Not an Animal               | Kieron, o gato                               |                                                    |
| 2005 | Look Around You                  | O solitário                                  | Episódio: Health                                   |
| 2005 | Spider-Plant Man                 | Frank Matters                                |                                                    |
| 2005 | Doctor Who                       | Editor                                       | Episódio: (Temporada 1, episódio 7) The Long Game  |
| 2005 | Doctor Who Confidential          | Narrador                                     |                                                    |
| 2007 | Top Gear                         | Ele mesmo                                    |                                                    |
| 2008 | The Sunday Night Project         | Ele mesmo                                    |                                                    |
| 2009 | Robot Chicken                    | Paul McCartney, George Harrison, Ringo Starr | Voz                                                |
| 2011 | Top Gear                         | Ele mesmo                                    |                                                    |
| 2011 | Good News Week                   | Ele mesmo                                    |                                                    |
| 2019 | The Boys                         | Hugh Campbell Sr                             |                                                    |
| 2023 | Scott Pilgrim Takes Off          | Segurança Do Estúdio #1                      | Episódio: Tanto Faz                                |

### Cinema
| Ano  | Filme                                                    | Personagem                | Nota(s)                             |
| ---- | -------------------------------------------------------- | ------------------------- | ----------------------------------- |
| 1999 | Guest House Paradiso                                     | Mr Nice                   |                                     |
| 2002 | 24 Hour Party People                                     | Paul Morley               |                                     |
| 2004 | Todo Mundo Quase Morto                                   | Shaun                     | Co-roteirista com Edgar Wright      |
| 2005 | The League of Gentlemen's Apocalypse                     | Peter Cow                 |                                     |
| 2005 | Land of the Dead                                         | Um zumbi                  |                                     |
| 2006 | Mission: Impossible III                                  | Benji Dunn                |                                     |
| 2006 | Big Nothing                                              | Gus                       |                                     |
| 2006 | Free Jimmy                                               | Odd                       | Diálogo em inglês                   |
| 2007 | Grindhouse                                               | Cannibal                  | No falso trailer Don't              |
| 2007 | The Good Night                                           | Paul                      |                                     |
| 2007 | Hot Fuzz                                                 | Nicholas Angel            | Co-roteirista com Edgar Wright      |
| 2007 | Run Fatboy Run                                           | Dennis Doyle              | Co-roteirista com Michael Ian Black |
| 2007 | Diário dos Mortos                                        |                           | Voz                                 |
| 2008 | How to Lose Friends & Alienate People                    | Sidney Young              |                                     |
| 2009 | Star Trek                                                | Montgomery "Scotty" Scott |                                     |
| 2009 | Ice Age: Dawn of the Dinosaurs                           | Buck                      | Voz original                        |
| 2010 | Burke & Hare                                             | William Burke             |                                     |
| 2010 | The Chronicles of Narnia: The Voyage of the Dawn Treader | Ripchip                   | Voz                                 |
| 2011 | Paul                                                     | Graeme Willy              | Co-roteirista com Nick Frost        |
| 2011 | Scrat's Continental Crack-up                             | Buck                      | Curta-metragem, voz                 |
| 2011 | As Aventuras de Tintim: O Segredo do Licorne             | Dupont                    |                                     |
| 2011 | Mission: Impossible – Ghost Protocol                     | Benji Dunn                |                                     |
| 2012 | A Fantastic Fear of Everything                           | Jack                      |                                     |
| 2013 | Star Trek Into Darkness                                  | Montgomery "Scotty" Scott |                                     |
| 2013 | The World's End                                          | Gary King                 | Co-roteirista com Edgar Wright      |
| 2014 | Hector e a Procura da Felicidade                         | Hector                    |                                     |
| 2014 | The Boxtrolls                                            | Herbert Trubshaw          | Voz                                 |
| 2015 | Mission: Impossible - Rogue Nation                       | Benji Dunn                |                                     |
| 2015 | Star Wars: O Despertar da Força                          | Unkar Plutt               |                                     |
| 2015 | Man Up                                                   | Jack                      | produtor executivo                  |
| 2016 | Ice Age: Collision Course                                | Buck                      | Voz                                 |
| 2016 | Star Trek Beyond                                         | Montgomery "Scotty" Scott | co-autor                            |
| 2018 | Mission: Impossible - Fallout                            | Benji Dunn                |                                     |